# Баракка, Франческо
Франческо Бара́кка (итал. Francesco Baracca; 9 мая 1888 — 19 июня 1918) — итальянский лётчик, участник Первой мировой войны. Имея 34 победы на своём счету, был лучшим итальянским асом Первой мировой. Большую часть побед он одержал на SPAD S.VII.

## Биография
Франческо Баракка родился 9 мая 1888 года в городке Луго (Италия), неподалёку от Болоньи. В 1910 году он поступил на службу в кавалерию. Баракка учился летать в Реймсе, 9 июля 1912 года он получил лицензию пилота и начал службу в итальянских ВВС.
В мае 1915 года, после вступления Италии в войну на стороне союзников, Баракку направили во Францию для ознакомления с двухместными самолётами Nieuport. Вернувшись на родину, Баракка был зачислен в 8-ю эскадрилью. Летая на одноместном Nieuport 11, он одержал свою первую победу, ставшую также первой итальянской воздушной победой, 7 апреля 1916 года. В этой битве Баракка применил свой излюбленный в дальнейшем манёвр: он приблизился к противнику незамеченным с хвоста и на более низкой высоте, затем обстрелял его из пулемёта.

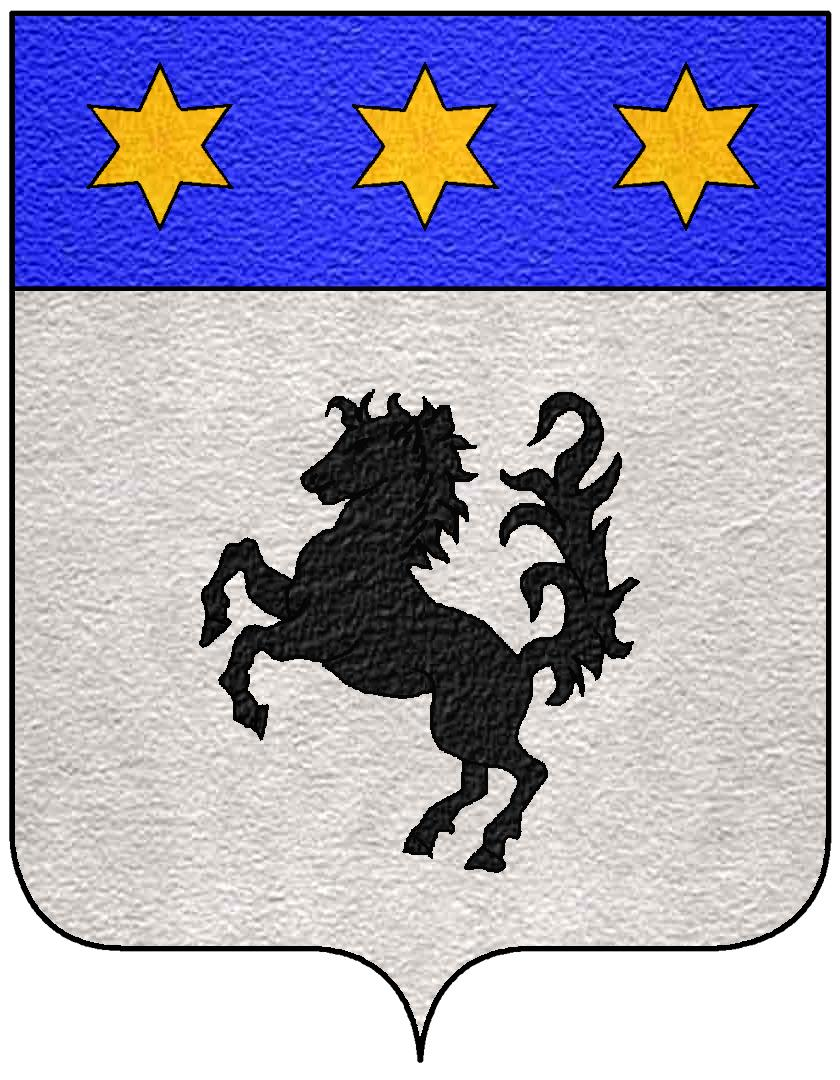
Герб рода Баракка

В 1917 году Баракка выбрал в качестве личной эмблемы вставшую на дыбы чёрную лошадь — в память о своей предыдущей службе в кавалерии.
В марте 1917 года в Италию были поставлены первые истребители SPAD S.VII, на которых Баракка одержал большую часть своих побед. Ко времени, когда на его счету было восемь побед, Баракка был назначен командиром сформированной 1 мая 91-й эскадрильи, оснащённой четырьмя новыми истребителями и тремя Nieuport.
13 мая Баракка одержал свою первую победу на SPAD, сбив Brandenburg C.I. Неделю спустя он одержал 12-ю победу, уничтожив Brandenburg D.I.
В июне 1917 года друг Баракки Фулко Руффо ди Калабрия едва не лишил его жизни. Руффо ди Калабрия вылетел из облака, обстреливая вражеский самолёт, и едва не попал в Баракку. Позже, на земле, Баракка обратился к своему сослуживцу: «Дорогой Фулко, в следующий раз, если ты захочешь меня застрелить, целься на пару метров правее. Теперь давай выпьем и больше не будем говорить об этом!»

В октябре 1917 года, когда итальянская армия и народ были деморализованы поражением под Капоретто, дух нации подняло сообщение, что за короткий период, с 20 по 26 октября, пилоты 91-й эскадрильи сбили 14 вражеских самолётов. Сам Баракка уничтожил в одном бою, завязавшемся 21 октября, два немецких двухместных аэроплана, летая на новом SPAD S.XIII.

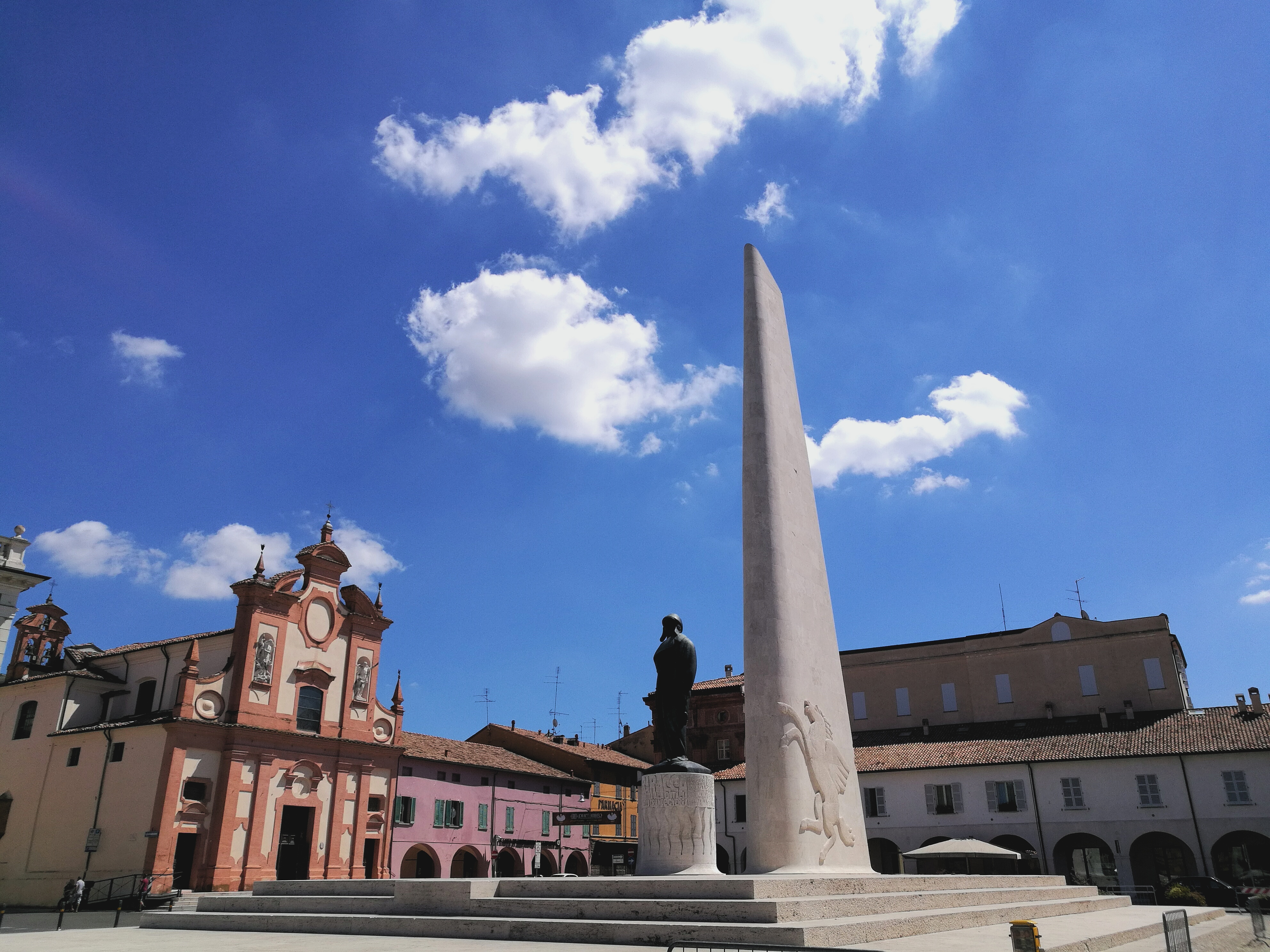
Памятник Франческо Баракка на одноимённой площади в Луго.

К концу 1917 года Баракка довёл число своих побед до 30. Вместе с другими асами он вошёл в состав комиссии, проводившей испытания прототипа истребителя-разведчика Ansaldo A-1 Balilla.
Он вернулся на фронт в марте 1918 года и, хотя летал относительно мало, одержал ещё четыре победы, доведя их число до 34.
19 июня 1918 года Баракка был убит выстрелом с земли, когда на своём SPAD S.XIII вёл штурмовку неподалёку от Монтелло. Смертельный выстрел, как сообщается, пришёлся в голову. Его пистолет был вынут из кобуры, что привело к подозрениям, якобы он решил наложить на себя руки, а не умирать в катастрофе или в плену. 
На месте его гибели был установлен памятник в его честь. Сослуживцы перевезли тело Франческо Баракка в его родной город Луго, где и состоялись похороны.